# El sol en el espejo
 El sol en el espejo és una pel·lícula filmada en colors coproducció de l'Argentina i Espanya dirigida per Antonio Fernández-Román sobre el seu propi guió escrit en col·laboració amb Antonio Vich i José Luis Colina segons l'obra teatral Los pobrecitos, d'Alfonso Paso que va ser estrenada a Espanya el 8 de juliol de 1963, però mai va ser exhibida comercialment a l'Argentina. Va tenir com a protagonistes Ivonne de Lys, Luis Dávila, José Isbert i María Asquerino. Va formar part de la selecció oficial al Festival Internacional de Cinema de Sant Sebastià 1962.

## Sinopsi
Una noia enigmàtica arriba a una miserable pensió i comença un romanç amb un escriptor frustrat.

## Repartiment
- Ivonne De Lys
- Luis Dávila
- José Isbert
- María Asquerino
- Enzo Viena
- Alberto Dalbes
- Gracita Morales
- Margarita Lozano
- Porfiria Sánchiz
- Gracita Morales